# شاو شواي
شاو شواي (بالصينية: 邵帅) هو لاعب كرة قدم صيني في مركز الدفاع، ولد في 2 يناير 1989 في داليان في الصين. لعب مع نادي تشانغتشون ياتاي.